# Four à chaux de la Riotte
Les fours à chaux de la Riotte est un ancien ensemble industriel de fours à chaux situés à Orval sur Sienne, dans le département de la Manche, en région Normandie. Le site est inscrit au titre des monuments historiques depuis 2009.

## Localisation
Les fours sont situés au lieudit Riotte.

## Historique
Les fours à chaux sont construits dans la deuxième moitié du XIXe siècle.
Un arrêté du 11 septembre 2009 inscrit le four, avec sa rampe de chargement, à l'exclusion des bâtiments annexes au titre des monuments historiques.